# Chuck Bartowski
Pour les articles homonymes, voir Chuck.
Charles Irving Bartowski, alias Chuck Bartowski, est un personnage de fiction et principal de la série télévisée américaine Chuck. Il est interprété par l'acteur Zachary Levi et doublé en version française par Tanguy Goasdoué.

## Biographie
Chuck Bartowski est un informaticien qui travaille au rayon de l'assistance technique, nommé Nerd Herd (parodie de l'entreprise Geek Squad) dans un grand magasin d'électronique et d'électroménager, le Buy More. Il apparaît à première vue comme étant un loser : en effet, après avoir été renvoyé de l'Université Stanford pour avoir prétendument triché, il a également perdu sa petite amie. Après s'être fait renvoyer de Stanford, Chuck a emménagé avec sa sœur, Ellie et a commencé à travailler au Buy More de Burbank.
Dans le premier épisode de la série, qui se déroule cinq ans après le recrutement de Chuck au Buy More, les personnages les plus importantes gravitant dans la vie de Chuck sont présentés : sa sœur Ellie Bartowski, médecin, son futur beau-frère Devon Woodcomb alias « Capitaine Trop Top », médecin lui aussi et le meilleur ami de Chuck depuis l'enfance, Morgan Grimes, qui travaille avec lui au Buy More. En ce qui concerne les parents de Chuck, sa mère les a abandonné et leur père a disparu lorsque ce dernier n'avait pas encore onze ans. Ellie lui a expliqué : « que leur père n'était jamais vraiment là », ce jusqu'à ce qu'il quitte réellement le domicile familial, peu avant que Chuck ne complète sa dernière année de lycée.
Lors de son anniversaire en 2007, Chuck reçoit un courriel d'un de ses anciens camarades de l'Université de Stanford, Bryce Larkin. Lorsqu'il l'ouvre, celui-ci contient L'InterSecret, une sorte de super-ordinateur créé conjointement par la CIA et la NSA à la suite des attentats du 11 septembre 2001, contenant l'intégralité des données du renseignement américain. Et sans le savoir, toutes les dites données se télécharge dans son cerveau. Le gouvernement, qui poursuivait alors Bryce Larkin apprend l'existence de ce courriel et s'oriente vers Chuck. Les deux agences de renseignement, la NSA et la CIA, envoient indépendamment des équipes pour le retrouver. L'équipe de la NSA, menée par John Casey, est chargée d'abattre Chuck, alors que l'agent de la CIA, missionne Sarah Walker, avec ordre de s'emparer de Chuck. Les deux agents se croisent finalement et Sarah se rend compte que Chuck a toutes les données de l’InterSecret dans sa tête. Les deux agences choisissent de garder et d'utiliser Chuck. Sarah et John sont assignés à sa protection.

### Vie de famille
La famille de Chuck est très importante pour lui. Il a déjà désobéi à des ordres afin de protéger sa sœur, Ellie. Ainsi, lorsqu'Ellie, Chuck, Sarah et Casey sont empoisonnés et qu'ils possèdent uniquement une dose d'antidote, Chuck décide de le donner à sa sœur, sacrifiant ainsi sa propre vie. Il a promis à sa sœur qu'il ferait tout pour que son père soit présent à son mariage.
Chuck a tenté de localiser son père, Stephen J. Bartowski, pendant les deux premières saisons de la série. Ces recherches n'ont guère eu de succès, Stephen J. Bartowski ne voulant pas être retrouvé. Ces recherches cessent cependant dans l'épisode dix-huit de la deuxième saison, lorsque Sarah utilise son identifiant pour rechercher des traces du père de Chuck à la base de la CIA située à Langley. Elle réussit à le repérer et emmène Chuck le voir. Dans l'épisode dix-neuf de la même saison, Stephen Bartowski révèle à son fils qu'il est Orion, le créateur de l’InterSecret et que c'est lui qui a permis à Sarah de le trouver. Lors de la troisième saison, il décède des mains de l'Alliance.
Aucune information n'est donnée sur la mère de Chuck lors des trois premières saisons, si ce n'est qu'elle a très tôt abandonné ses enfants. Chaque année, Chuck et Ellie célèbrent la fête des mères en tête à tête pour se souvenir de la fois où ils ont dû apprendre à prendre soin l'un de l'autre. La recherche de sa mère par Chuck constitue en revanche une des intrigues principales de la quatrième saison. Il apprend notamment qu'elle serait elle aussi impliquée dans des activités d'espionnage.

## Aspects du personnage dans la série
Chuck est le personnage principal de la série. La majorité des intrigues tournent autour des missions que Chuck, Sarah Walker et John Casey doivent effectuer chaque semaine. Des intrigues secondaires ont également pour sujet les relations de Chuck avec son entourage. Une des intrigues majeures de la série est l'attraction puis l'amour entre Chuck et Sarah Walker, sa protectrice.

### Personnalité
Chuck Bartowski est intelligent, amical et généralement gentil. Malgré le danger de la vie qu'il mène, il continue de lutter pour maintenir son intégrité et son honnêteté. Il tient généralement le rôle du modérateur, cherchant à trouver un accord plutôt qu'à forcer son interlocuteur à agir selon sa volonté. Il a également une véritable conscience de ses responsabilités, dont il fait preuve à plusieurs reprises. Chuck croit fermement qu'il existe toujours une meilleure solution et refuse d'utiliser des moyens qui sont contraires à son éthique personnelle, particulièrement lorsqu'il s'agit de tirer avantage de son entourage. Il est très doué en ce qui concerne l'informatique et a d'ailleurs peu ou prou le profil d'un geek. Il est très intéressé par les jeux vidéo et il est possible de le voir lire : Nintendo Power et jouer à Missile Command, Gears of War, Halo 3 et Call of Duty 4: Modern Warfare. Il est aussi un fan de The Legend of Zelda.
Chuck possède également une « formidable collection de vinyles » et apprécie le groupe Arcade Fire. Sur le plan cinématographique, c'est un fan de Tron, des James Bond et de Dune. Il s'intéresse aussi aux comics, faisant des références à Superman et s'étant déjà rendu au Comic-Con.
Il réussit à résoudre la plupart des puzzles, casse-têtes ou problèmes de logique. Comme dit dans le septième épisode de la première saison, il est doté d'une mémoire photographique exceptionnelle.
Il a en revanche un très bas degré de tolérance à la douleur et a particulièrement peur des aiguilles. Même s'il tend à être effrayé dans les situations dangereuses impliquant des armes, Chuck peut faire preuve de courage, surtout lorsque ses proches sont impliqués et risque sa vie à plusieurs reprises.
Dans le cadre de son travail au Buy More, Chuck, même s'il n'a pas un poste de responsabilité, est vu par ses collègues comme un guide et un meneur. Sa collègue Anna Wu (interprétée par Julia Ling) explique ainsi à un responsable de l'entreprise la chaîne de commande du magasin : « Il y a Chuck, puis le reste d'entre nous. » et un autre de ses collègues, Lester Patel (interprété par Vik Sahay) dit que, dans des situations de doute, il se demande « Que ferait Chuck ». Enfin, lorsqu'on demande à l'équipe « Qui représente l'idéal du Buy More ? », celle-ci répond unanimement « Chuck ». Même le directeur du Buy More respecte Chuck et se tourne vers lui dans les situations difficiles.
Même si elle a souvent été une force, la nature confiante et affable de Chuck lui a aussi causé des problèmes. Il se laisse ainsi convaincre par le terroriste Laszlo Manhovski et manque de l'aider à s'échapper. Il a également été trompé par des agents ennemis à plusieurs reprises. Enfin, Casey n'hésite pas à profiter de sa naïveté pour se servir de lui.

### L’InterSecret
Dans plusieurs épisodes, Chuck, Sarah et Casey travaillent avec des agents de la NSA, de la CIA, du FBI ou encore venus de pays alliés des États-Unis (ils mènent ainsi une mission avec un agent du MI-6 et une agent de la DGSE). Ne pouvant révéler que Chuck est l’InterSecret, Sarah et Casey le définissent presque toujours comme un analyste ou encore une ressource qui n'est pas entraînée aux actions de terrain.
Alors qu'ils essaient de déterminer si l'ordinateur peut-être retiré du cerveau de Chuck, Sarah et Casey font intervenir un médecin travaillant pour la CIA, le docteur Jonas Zarnow. Ce dernier conçoit un programme élaboré qui permet de savoir si l’InterSecret peut-être retiré du cerveau de Chuck. Toutefois, le docteur Zarnow se révèle finalement être un agent corrompu et enlève Sarah pour obtenir l'identité réelle de Chuck. Depuis cet événement, Chuck est douloureusement conscient que son rôle d'atout, au sein des missions qu'ils mènent, ne le met pas seulement lui-même en danger, mais aussi sa famille et ses proches,.
Plus tard dans la série, la CIA et la NSA tentent de construire un nouvel InterSecret, ce qui de facto ferait cesser le travail de Chuck auprès des deux agences de renseignement. Chuck croit alors que le moment est venu pour lui de retrouver une vie normale où il pourra enfin entretenir une véritable relation sérieuse avec Sarah. Mais Casey reçoit l'ordre d'exécuter Chuck une fois le nouvel InterSecret en place. Casey, pris d'affection pour Chuck, tente d'insister pour modifier la décision du général Diane Beckman, rappelant les services rendus par Chuck, mais finit par accepter à contrecœur sa mission. Cependant, le nouvel InterSecret se révèle infecté par un virus transmis par le Fulcrum et explose. L'épisode démontre que, si les services de Chuck venaient à ne plus être nécessaires, la NSA et la CIA n'hésiteraient pas à le faire abattre.

### Relation avec SarahWalker
Un des thèmes majeurs de la série est l'attraction entre Chuck et Sarah Walker, qui, dans le cadre de sa couverture, se fait passer pour sa petite amie. Les sentiments de Sarah pour Chuck sont une intrigue récurrente de la série. Cette dernière maintient qu'il ne serait pas professionnel pour elle de s'engager dans une véritable relation avec Chuck. Ils se sont néanmoins déjà embrassés dans des circonstances particulières dans les épisodes Pris en sandwich et Opération Séduction. Dans ce dernier cas, l'ancien espion Roan Montgomery s'est rendu compte que la relation entre Chuck et Sarah n'était pas seulement professionnelle.
Les évènements s'enchaînent lors des épisodes 20 et 21 de la deuxième saison. En effet, alors que Fulcrum est près de construire son propre InterSecret, le général Beckman ordonne l'arrêt immédiat de l'opération Chuck Bartowski et son enfermement dans une cellule. Sarah proteste mais n'est pas écoutée. Il lui est ainsi ordonné d'emmener Chuck au quartier général de l'équipe en lui disant qu'il va être laissé à la vie civile pour qu'il puisse en fait être exfiltré. Au lieu de suivre ces ordres, Sarah va choisir d'avertir Chuck du sort qui lui est réservé et de s'enfuir avec lui : trahissant de cette manière la CIA, elle risque non seulement sa place mais aussi la cour martiale et la prison.
Au cours de l'épisode 20 de la même saison, Chuck et Sarah se réfugient dans un motel, où ils partagent un lit. Se réveillant enlacés au matin, ils sont près de faire l'amour, mais sont interrompus par l'absence de préservatifs puis par l'arrivée de Casey, qui les a poursuivi. C'est pendant cet épisode que la relation entre Chuck et Sarah se concrétise vraiment et apparaît au grand jour : non seulement ils sont près de coucher ensemble, mais Chuck, même menacé de mort, prend à plusieurs reprises des initiatives afin de sauver Sarah de situations délicates. De plus, cette dernière lui affirme expressément sa volonté de rester avec lui et prend l'initiative de l'embrasser alors qu'ils sont tous deux maintenus en détention.
Lors de la troisième saison, leur relation est quelque peu bouleversée par l'arrivée de Hannah et de l'agent Shaw. Chuck se rapproche de Hannah, une commerciale qu'il a rencontrée dans un vol pour Paris et qui est venue travailler au Buy More pour le revoir, tandis que Sarah se rapproche de l'agent Shaw, introduit dans l'équipe par le général Beckman pour lutter contre l'Alliance. Au bout de plusieurs missions, Chuck réalise cependant qu'il ne peut poursuivre sa relation avec Hannah et qu'il est toujours amoureux de Sarah. Cette dernière a en revanche déjà commencé à fréquenter Shaw. Il s'avère toutefois que Sarah a tué des années auparavant la femme de Shaw, sans savoir qui elle était. Lorsqu'il l'apprend, Shaw tente de tuer Sarah, avant d'être abattu par Chuck. Touchée, Sarah se lance définitivement dans une relation avec Chuck. Ils emménagent ensemble et deviennent un véritable couple d'espions.
Au cours de la quatrième saison, ils sont amoureux et heureux d'être ensemble. Ils organisent leurs vies en fonction de leurs vies d'espionnage. Lors de l'épisode final de cette même saison, Chuck et Sarah se marient et reçoivent un très beau cadeau d'un ancien ennemi.

### Chuckespion
Dans de nombreux épisodes, Chuck adopte le pseudonyme de Charles Carmichael. Celui-ci a, selon Chuck, tout ce qu'un espion à la James Bond devrait avoir, qualités physiques exceptées. À propos de ce personnage, Chuck dit à Sarah que c'était l'homme qu'il imaginait devenir avant d'être renvoyé de Stanford : un maniaque des logiciels multimillionnaire tel Bill Gates ou Steve Jobs. Ironiquement, Charles Carmichael finit par devenir une célébrité dans le monde de l'espionnage : Vincent, un agent travaillant pour le Fulcrum, lui dit ainsi dans le dix-septième épisode de la deuxième saison qu'il « a entendu parler de lui ». Au niveau hiérarchique, Chuck possède une certification et un badge lui permettant de rentrer en contact voire d'exercer un certain contrôle sur du personnel de police.
Cherchant depuis le début de la série à enlever l’InterSecret de son cerveau, Chuck mène sa propre enquête sur les membres du Fulcrum. Les informations qu'il a recueillies sont résumées au dos d'un poster de Tron accroché dans sa chambre. En utilisant ces données, Chuck a programmé un bot informatique qui cherche des traces d'Orion (le créateur de l’InterSecret) sur Internet.
La troisième saison de la série voit un renversement dans la situation qui avait jusqu'alors prévalu en ce qui concerne Chuck : celui-ci étant, par le biais du nouvel InterSecret, doté de capacités de combat équivalentes à celles d'un espion entrainé ou encore de parler des langues étrangères qu'il ne connaissait pas préalablement, etc. Il est par conséquent envoyé en missions plus périlleuses qu'auparavant, parfois sans être accompagné de Sarah et John.
Son rôle de véritable espion se confirme dans la quatrième saison. Chuck n'est plus alors seulement une ressource, mais un agent à part entière. Ses responsabilités et ses marges de manœuvres se multiplient, ce qui le conduit à assumer un rôle de plus en plus important au sein des missions très dangereuses qu'il mène.

### Évolution du personnage
Chuck n'a cessé d'évoluer depuis le début de la série. Se montrant ainsi à l'origine réticent à participer aux missions, il commence petit à petit à s'y impliquer et semble même déçu lorsqu'il ne fait pas partie du plan préparé par Casey et Sarah. Les capacités d'espion de Chuck évoluent en même temps que son implication : tout d'abord extrêmement tendu, il devient peu à peu de plus en plus observateur et confiant. Sarah l'a fréquemment encouragé et lui apprend des astuces d'espion,. Le général Beckman elle-même s'est montré impressionnée du fait que Chuck ait pu contacter Orion, alors que la CIA et la NSA ont toujours échoué dans cette tâche.
Il commence dans la deuxième saison à faire preuve d'initiative et de leadership. Il fait également preuve d'une volonté grandissante de résister à Casey voire Beckman. Dans le vingtième épisode de la deuxième saison, il se montre prêt à n'importe quel extrême pour sauver son père.
L'évolution peut-être la plus importante du caractère de Chuck a probablement lieu dans le treizième épisode de la deuxième saison. Si, tout au long de la série, Chuck s'est montré pacifiste, avouant à Sarah qu'il détestait les armes et se montrant particulièrement troublé par toute forme de violence, il cause sciemment dans cet épisode la mort d'agents du Fulcrum.
Cet évènement est significatif dans l'évolution du personnage : c'est la première fois que Chuck mène une action en sachant qu'il en résultera la mort de plusieurs personnes. Josh Schwartz, créateur de la série, dit d'ailleurs à ce propos que Chuck va petit à petit évoluer de manière à gagner en confiance et qu'il finira même par commettre son premier meurtre. Ce dernier a lieu dans le vingtième épisode de la deuxième saison : Chuck fait involontairement un croche pied à un adversaire qui lui fonce dessus et ce dernier tombe par une fenêtre. Ironiquement, aucun des deux meurtres n'est commis sciemment par Chuck, ils résultent tous d'un enchaînement de circonstances ayant néanmoins Chuck pour origine.
Apprenant que la CIA et la NSA ne veulent pas que l’InterSecret soit retiré de son cerveau, il utilise les ressources des agences pour mener une opération non autorisée au sein d'un bâtiment du Fulcrum, volant des renseignements, un gilet pare-balles et tirant sur Casey avec un pistolet à fléchettes tranquillisantes.
Dans les derniers épisodes de la deuxième saison, Chuck et son équipe réussissent à détruire une fois pour toutes le Fulcrum et à délivrer son père, alias Orion. Son père lui enlève l’InterSecret de la tête avant de célébrer le mariage d'Ellie. Malheureusement, dans le dernier épisode de cette même saison, un nouvel ennemi remplace le Fulcrum, connu sous le nom de l’Alliance et voulant s'emparer du nouveau cube contenant l’InterSecret. Chuck décide alors de redevenir un espion et se télécharge l’« InterSecret 2.0 ». Le cube InterSecret ayant été modifié, Chuck a des flashs comme avant mais il peut aussi accéder à des données lui permettant par exemple de mener des combats de sabre, de kung-fu ou de manier des armes alors qu'il n'a jamais reçu de formation pour cela. Chuck réussit ainsi à terrasser plusieurs espions de l’Alliance sous les yeux ahuris de John et Sarah dans le dernier épisode de la saison.